# Srbská literatura
Srbská literatura odráží dějinný vývoj Srbů, Srbska v souvislosti s evropskými tradicemi a evropským literárním dědictvím. Srbská literatura jako nedílná součást kultury této země a národa patří do evropské rodiny literatur. V Evropě i ve světě se proslavila několika významnými autory i díly, z nichž v moderní epoše se jedná například o nositele Nobelovy ceny za literaturu, Iva Andriće.

## Dějinný vývoj

### Nejranější literární památky

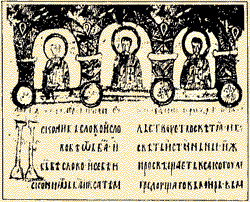
Miroslavovo evangelium se řadí mezi nejstarší literární památky

Srbskou literaturu ovlivnila činnost Konstantina a Metoděje a jejich žáků. Ti přispěli k vytvoření jazyka a písma, a to nejen pro Srby, tak později i například pro Bulhary a východní křesťanství vůbec.
Za jednu z prvních památek srbské literatury je považováno Miroslavovo evangelium (v srbštině Miroslavljevo jevanđelje), 362stránková kniha, psaná staroslověnským jazykem v jeho podobě, která se používala v 12. století – kniha byla napsána někdy mezi lety 1180 až 1191. Patří k největším pokladům srbské literatury a dodnes je přísně střežena Srbskou národní knihovnou.

### Středověká literatura

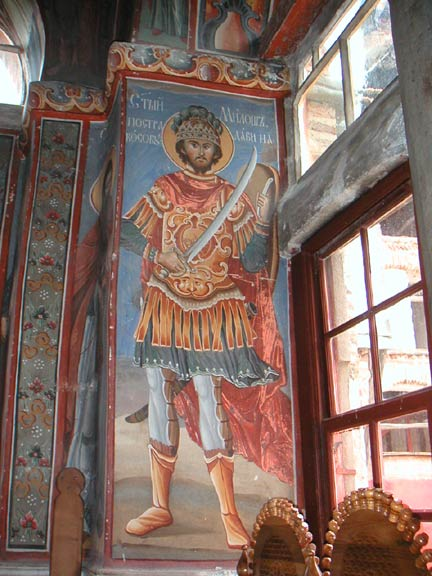
Miloš Obilić vyobrazený v klášteru Chilandar, který se dnes nachází v Řecku. Kobilić se jako vrah tureckého sultána v ústně podávaných legendách o Bitvě na Kosově poli stal osobou nemalého významu a byly mu přisuzované nadpřirozené vlastnosti

Středověká literatura se rozvíjela jednak v církevním prostředí (tj. v klášterech), jednak v okolí vládnoucí třídy. Sepisovány byly biografie vladařů, které měly hlavně oslavný charakter. Překládala se také významná díla, která byla populární v celé Evropě, jakými byla například Alexandreida. Tehdejší srbští učenci měli dobré kontakty jak s Byzantskou říší, tak i s dalšími pravoslavnými státy, například s Rusí.
Úpadek nastal až po vpádech Osmanské říše na balkánský poloostrov; Turci si podrobovali jeden stát za druhým. V Bitvě na Kosově poli byl osud Srbska rozhodnut, země se stala osmanským vazalem a ztratila jak nezávislost, tak i svůj dosavadní kulturní rozkvět. Noví pánové islámské víry šířili literaturu psanou ve svém jazyce, nebo v arabštině, psaná srbská díla nevznikala. Mezi tehdejším křesťanským obyvatelstvem (tzv. rája) se však začaly šířit zpěvy, věnující se historickým událostem, mezi které patří tzv. Kosovská legenda, popisující události bitvy na Kosově poli, či básně o středověkých srbských vladařích. V dalších desetiletích se také rozšířila epická poetická díla o tzv. hajducích, uskocích a dalších nepřátelích Osmanů.

### Před ústupem Osmanů
V dobách před ústupem Turků v uherské části Srby obývaných území začínalo docházet k rozvoji vzdělanosti; dovážely se knihy z Ruska. Psalo se ruskoslovenským jazykem, který kombinoval prvky staroslověnštiny, lidové srbské mluvy a ruského jazyka. Nebyl sice jasně definovaným jazykem a byl poněkud těžkopádný, nicméně místnímu obyvatelstvu byl srozumitelný. Byl zároveň i odpovědí na vzrůstající maďarizaci[zdroj?], která se začala zostřovat s nástupem nacionalismu v Evropě a vyprovokovala nejen Srby v oblasti jižních Uher k znovuobnovení své zašlé slávy a kultury.
Ruskoslovanský jazyk byl nahrazen mnohem praktičtějším a lépe srozumitelnějším jazykem slavenosrbským. Jeho tvůrci, Zaharije Orfelin a Milovan Vidaković spolu s dalšími (např. Jovanem Rajićem do něj přeložil čtyřdílné Dějiny různých slovanských národů, především Bulharů, Chorvatů a Srbů) začali tímto jazykem psát a propagovat jej. Kulturní vzestup v duchu osvícenských tradic začal prosazovat také po Evropě zcestovalý vojvodinský rodák, vzdělanec Dositej Obradović. Ten začal vydávat časopis Slavenosrbský magazín (slavenosrbsky Slaveno-serbskij magazin). Historické útrapy srbského lidu pak srhnul v básni Pláč Srbska.

### Osvícenství a rozvoj po vzniku nezávislého Srbska
S nástupem nové doby, ústupem staleté osmanské říše a nástupem věku osvícenství v Evropě začalo v Srbsku docházet k významným změnám. Dvě povstání na počátku 19. století zajistila zemi nezávislost, ta však byla po dlouholeté vládě Turků velmi zaostalá a kulturně se nemohla měřit se západní Evropou. Navíc byl srbský národ již od Stěhování rozdělen; centrum země jižně Bělehradu sice bylo součástí nového státu, ale území severně od něj, dnešní Vojvodina, byly stále součástí Rakouska. Právě druhá ze zmíněných oblastí se stala centrum kulturního rozvoje Srbů, především díky rakouské a uherské tradici, která umožnila rozvoj i tak zaostalých jižních Uher.

### Reforma jazyka a nástup moderní srbštiny

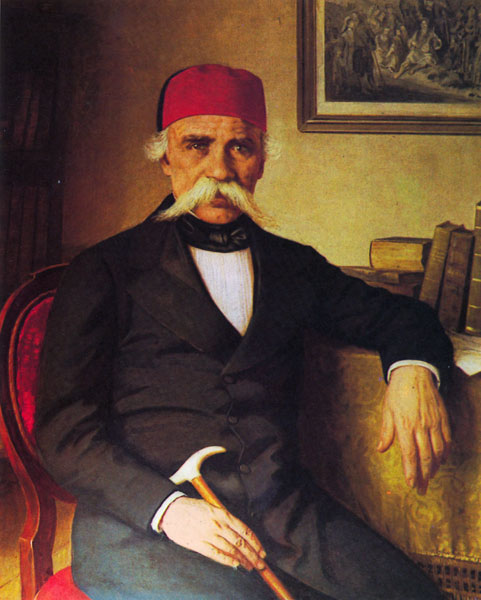
Vuk Stefanović Karadžić, reformátor srbského jazyka

Zakladatelem moderního srbského jazyka, založeného na štokavském nářečí v ekavské variantě se stal Vuk Stefanović Karadžić, který sepsal pravidla nového jazyka a slovníky a rovněž přispěl také k zaznamenání lidové tvorby. A právě na základě lidového jazyka novou srbštinu vytvořil. Skončila tak praxe, kdy se používal slavenosrbský, či ruskoslovanský jazyk, a začala se používat řeč národní. Díky Karadžićovým tvorbám, které zaujaly mnohé evropské spisovatele své doby, včetně českých obrozenců, se v Evropě rozšířilo povědomí o Srbsku.
Její přijetí v Srbsku, které patřilo v první polovině 19. století stále ještě k nově vzniklým státům Evropy, však nebylo snadné. Církev i tehdejší vláda nesouhlasily s eliminací lety prověřené praxe a teprve až nová generace spisovatelů, kterou představoval například Branko Radičević, nebo Đuro Daničić (druhý uvedený ještě mírně upravil Karadžičův pravopis), začala svá díla psát "po novu" a za reformy se postavila. K autorům romantické literatury v Srbsku a Černé Hoře patří také ještě Petar Petrović Njegoš, který ve svém dramatu Gorski Vijenac popsal vyhánění muslimského obyvatelstva Černé Hory a Jovan Jovanović Zmaj, první ze srbských spisovatelů, kteří se věnovali hlavně dětem určené tvorbě. Nedlouho po přijetí Vukovy reformy v Srbsku (60. léta 19. století) si svojí cestu našla také do Bosny a Hercegoviny, kde vycházely první noviny Sarajevski cvjetnik.[zdroj?]
Tehdejší generace spisovatelů přejala myšlenky panslavismu, které se už nějakou dobu šířily po Habsburské monarchii a mluvilo se o nich i na slovanském sjezdu v roce 1848. Centrem rozvoje národních myšlenek, literatury, divadla i žurnalistiky, se stal Novi Sad, kde byla také založena v první polovině 19. století Matice srbská. Nová literatura vycházela také velmi často z ústně podávaných příběhů. S vzrůstajícím významem školství v tehdejší Evropě (a samozřejmě i v Rakousko-Uhersku), přibývalo studentů, kteří byli díky událostem z revolučního roku 1848 již orientováni národně. Spolky a kroužky, které tehdejší studenti zakládali, sehrávaly v tehdejší romantické literatuře nemalou úlohu. Roku 1866 se spojily v jedinou organizaci s názvem Sjednocená omladina srbská.

### Realistická literatura
Realistická generace srbských spisovatelů byla mnohostranně orientovaná. Kromě zaměření na zahraničí, převážně tedy Rusko a západní Evropu, vznikaly romány a další díla věnující se také životě srbského venkova i města. Překládala se zahraniční díla, například (Gogol, Černyševskij, Saltykov-Ščedrin, Turgeněv, Gončarov, L. N. Tolstoj aj.).
Kromě realistů, nadšených z starých a tradicionalistických poměrů, či západní kulturu přejímajících umělců se v srbském prostředí také začaly objevovat myšlenky socialismu. Jedním z prvních představitelů byl Svetozar Marković, který ostře kritizoval srbské konzervativní prostředí a snil o demokratické federativní republice.
Ke konci 19. století začalo být jasné, že realismus převládl, a začal se obohacovat o nové směry, například sociální kritiku. K té přispěl Petar Kočić, bosenský Srb z Banja Luky a ve své době velmi populární politik v tehdejší Rakouskem okupované Bosně. Mezi realistické spisovatele, kteří se věnovali venkovu, patřil například Borisav Stanković (konkrétně jižním Srbsku). To stálo stranou zájmu většiny státu a jednalo se o region, kde se uchovaly mnohé původní zvyky. O zvycích z takových oblastí, ale i dalších (například Hercegoviny, nebo Dalmácie psali ale i další, například Svetozar Ćorović, či Branislav Nušić.

### Moderna
S nástupem 20. století lze také sledovat nástup moderny. Zatímco v dřívější literatuře realistické byl silný vliv ruské tvorby, nyní se začala do popředí dostávat západoevropská, hlavně francouzská, a to zprvu v kritice a poetice a později i v próze (inspirace těmito oblastmi však byla v této době typická pro celou srbskou společnost). Značný rozvoj získala literární kritika, povídky, eseje a poezie. Literární tvorba byla publikována v řadě časopisů, mezi které patřily např. Srpski književni glasnik, nebo Srpski pregled, kolem kterých se tvůrci seskupili.
V Bělehradě existovalo v období moderny silné kulturní centrum. Bohémské prostředí, ve kterém působili jak autoři moderny, tak i starší realisté, přitahovalo pozornost i zahraničních autorů. Jedním z nich byl i dezertér rakouské armády, chorvatský spisovatel Antun Gustav Matoš.
Importem z Francie byly i republikánské hodnoty, mezi které patřila individualita, kosmopolitní myšlení, politický aktivismus, optimismus, pesimismus ale i otázka národní. Mezi autory, kteří tyto hodnoty vyznávali a projevili ve své tvorbě se zařadili např.Pavle Popović, Jovan Skerlić, či Sima Pandurović. Nová generace byla natolik dominantní, že tradiční "souboj" se staršími autory nehrozil; do dějin se toto období zapsalo pod pojmem "zlatý věk srbské literatury". Éra srbské moderny se završila, podobně jako tomu bylo i v literaturách starších, první světovou válkou.

### Surrealistické a expresionistické období
Počátek 20. let byl pro srbskou literaturu obdobím manifestů a programů různých uměleckých skupin. Jen v této dekádě vydali jednotliví básníci, spisovatelé a jiní tvůrci, ale také i skupiny autorů více než 40 manifestů a programů. Mnohé z nich se zapsaly do dějin literatury (jako např. surralistický manifest Nemoguće), jiné upadly v zapomnění.
Expresionismus se v srbské literatuře objevil v období prvních let Království Srbů, Chorvatů a Slovinců. Následoval rozvoj surrealistické literatury a sociální prózy, která se začala objevovat v 30. letech. Mezi hlavní představitele srbských surrealistů patří Oskar Davičo a Marko Ristić, dále pak také Aleksandar Vučo, či Dušan Matić. Význam sociální prózy postupně rostl, až získal v druhé polovině 30. let dominantní postavení. Inspirací se stala jak sovětská literatura v čele s Maximem Gorkým, tak i realistická díla z předchozího století.
Jednotlivé zde uvedené směry postupně přecházely jeden od druhého a na rozdíl od předchozích čistě srbských měly jedno společné – tehdejší kulturní scéna se již dokázala identifikovat s novým státem a prostředí již bylo celojugoslávské. Přestože se jednalo víceméně jen o krátkodobé období, kdy se jednotliví autoři věnovali těmto směrům, po druhé světové válce se na krátký čas dokonce podařilo surrealismus vzkřísit.

### Poválečná tvorba

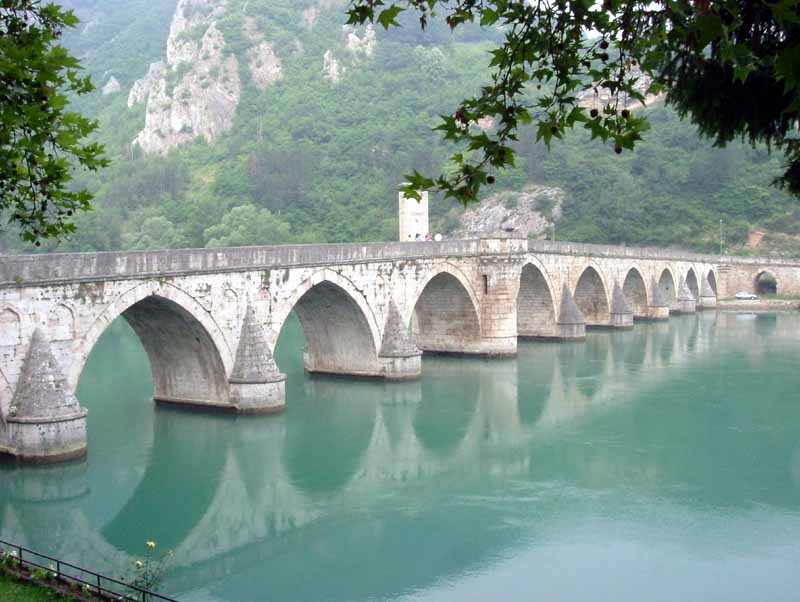
Úspěchem jugoslávské (a srbské) literatury se stalo ocenění Iva Andriće nobelovou cenou za román Most na Drině, který byl inspirován mostem na obrázku. Středověký most a příběhy lidí z malého městečka Višegradu v různých dobách, které se v Bosně a Hercegovině vystřídaly, pojednávaly o tehdejším životě v zemi. Dílo je známé také neformálně jako Višegradská kronika

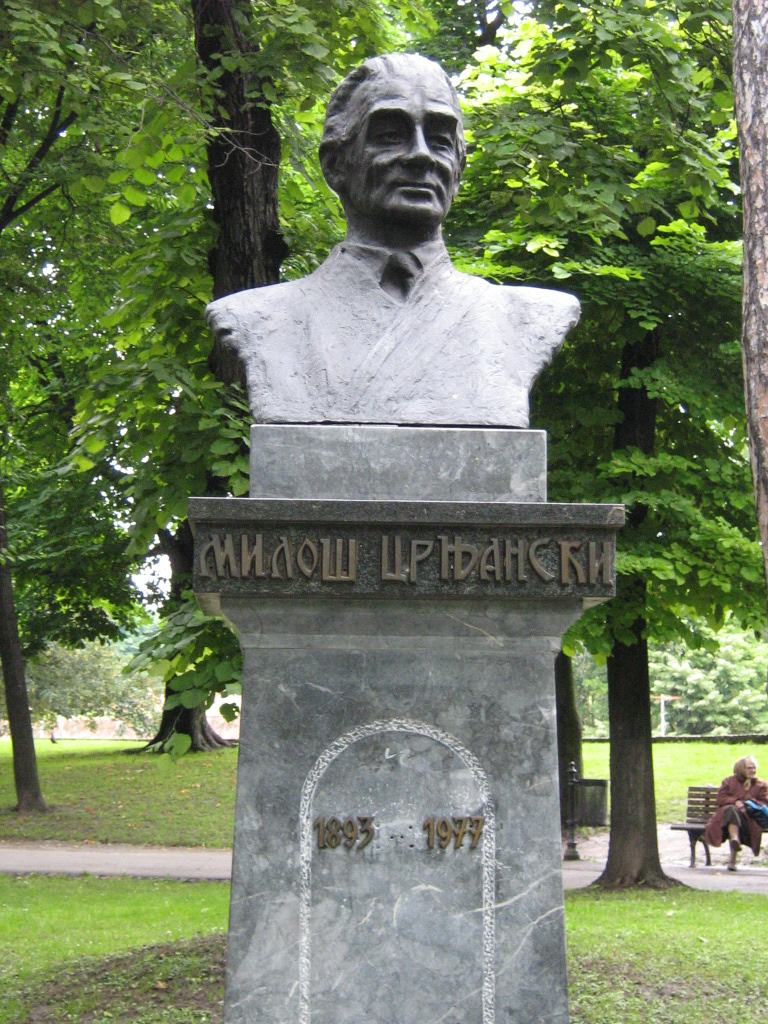
Mezi další významné srbské spisovatele patřil také Miloš Crnjanski

Poválečná tvorba jednak věnovala historickým událostem, které určovaly osud srbského národa a republiky uvnitř Jugoslávie, tak jednak byla ovlivněna i tehdejší ideovou složkou, kterou představoval komunismus (ale i boj proti němu). Převažovala proto tvorba popisující události a zážitky tvůrců z druhou světovou válkou.
Diktát socialistického realismu opustil jugoslávskou literaturu velmi rychle. Již roku 1952 dostali všichni autoři, včetně těch srbských, možnost se vyjadřovat mnohem svobodněji, než tomu bylo v zemích východní Evropy.
Mezi nejvýznamnější osobnosti moderní srbské literatury můžeme řadit laureáta Nobelovy ceny za literaturu, Iva Andriće, básníka Miloše Crnjanského, kritického k režimu Josipa Tita a žijícího dlouhá léta v exilu, nebo Branka Ćopiće, známého autora románů s tematikou druhé světové války. A nejen on, ale i mnozí další srbští spisovatelé se vraceli k tématu národněosvobozeneckého boje, v jehož řadách strávili významná léta. Jednalo se například o Dobricu Ćosiće, který se později stal prezidentem Jugoslávie, Mihaila Laliće, Skendera Kulenoviće, či Mešu Selimoviće.
Vuk Drašković se jako první pokusil prolomit tabu jugoslávského režimu s dílem Nůž, ve kterém vylíčil jugoslávské partyzány spíše než jako hrdiné vlastence jako prosovětskou sektu, která se ve svém boji nezastavila před ničím. Kritický k totalitě byl také i jeden z pozdních bělehradských surrealistů, Danilo Kiš, který ve svých dílech Hrobka pro Borise Davidoviče (Grobnica za Borisa Davidoviča: sedam poglavlja jedne zajedničke povesti), nebo Encyklopedie mrtvých (Enciklopedija mrtvih) poukazuje na klamy, lži a zradu. Borislav Pekić se dokonce dostal do ostrého sporu s tehdejším režimem a jeho díla vycházela až s několikaletým zpožděním. Bora Ćosić se ve své kritice soustředil především na totalitní a oficiální stránku jugoslávského režimu, což mu vyneslo desetiletý zákaz tvorby. Mezi osobnosti, které byly kritizovány komunistickým režimem, patřila i Isidora Sekulić, která míru umělecké svobody překročila již několik let po druhé světové válce, a to románem o Petru Petrovićovi Njegošovi.
K historickým tématům se vracelo také nemalé množství autorů. Miloš Crnjanski ve svém několikadílném románu Seobe (Stěhování) rozebral těžkosti srbského národa v období rakousko-osmanských válek na přelomu 17. a 18. století. Ivo Andrić sepsal Travnickou kroniku a Most na Drině, kde rozvedl historický vývoj jednotlivých míst v Bosně a Hercegovině, nejprve v Travniku a poté ve Višegradu. Dobrica Ćosić se ve svém díle Čas smrti zabýval první světovou válkou a životu v srbské vesnici v této době. Někteří autoři se věnovali i Vukovi Karadžićovi, přesněji jeho práci, kterou odvedl na reformě jazyka. Mezi takové spisovatele patří například Meša Selimović.
Mezi představiteli srbské postmoderny vynikl především Milorad Pavić se svým románem Chazarský slovník. Vysoce oceňovaný na tomto poli je i román Radoslava Petkoviće Sudbina i komentari (Osud a komentáře) oceněný několika prestižními lterárními cenami.